# Asthenopus gilliesi
Asthenopus gilliesi is een haft uit de familie Polymitarcyidae. De wetenschappelijke naam van de soort is voor het eerst geldig gepubliceerd in 1988 door Domínguez.